# Список однодольных цветковых растений, занесённых в Красную книгу Азербайджана
Список однодольных цветковых растений, занесённых в Красную книгу Азербайджана
| Название                                     | Научное название                            | Статус                                                   | Распространение                                                                                            | Места обитания | Источники информации |
| -------------------------------------------- | ------------------------------------------- | -------------------------------------------------------- | --- | --- | --- |
| Луковые — Нектароскордум диоскорида          | Nectaroscordum dioscoridis                  | Исчезающий вид.                                          | Шемахинский район, Апшеронский район                                                                       | Под пологом буковых лесов, приурочен к тенистым местам с рыхлой подстилкой.                                           | Красная книга Азербайджанской ССР, 1989. |
| Луковые — Нектароскордум трехфутный          | Nectaroscordum tripedale                    | Редкий эндемичный вид, численность которого сокращается. | Нахичеванская АР: Ордубадский район — горы Демирли и Союг Зангезурского хребта, Истису                     | Среди скал в среднем горном поясе.                                                                                    | Красная книга Азербайджанской ССР, 1989. |
| Касатиковые — Шафран каспийский              | Crocus caspicus                             | Редкий вид                                               | Ленкоранский район, Астаринский район и Лерикский район                                                    | Скалистые и каменистые места                                                                                          | Красная книга Азербайджанской ССР, 1989. |
| Касатиковые — Шпажник солелюбивый            | Gladiolus halophilus                        | Исчезающий вид                                           | Зангеланский район                                                                                         | В нижнем горном поясе на склонах.                                                                                     | Красная книга Азербайджанской ССР, 1989. Гаджиев В. Д., Мусаев С. Г. Растения и растительные формации, рекомендуемые в «Красную» и «Зеленую» книги Азербайджана, 1996. |
| Касатиковые — Касатик остродольный           | Iris acutiloba                              | Узкоэндемичный вид Кавказа                               | Апшеронский полуостров, Ясамальская долина, Гобустан, Шуша                                                 | Сухие песчанистые, глинистые и каменистые склоны и приморские пески                                                   | |
| Касатиковые — Касатик Камиллы                | Iris camillae Grossh                        | Редкий узкоэндемичный вид                                | Таузский район, Агдам, Аскеран; Казахский район                                                            | Сухие щебнистые склоны                                                                                                | Красная книга Азербайджанской ССР, 1989. |
| Касатиковые — Касатик Гроссгейма             | Iris grossheimii Woronow ex Grossh          | Редкий узкоэндемичный вид Южного Закавказья.             | Нахичеванская АР: окрестности Ордубада                                                                     | Травянистые склоны среднего и верхнего горного пояса                                                                  | Красная книга Азербайджанской ССР, 1989. |
| Касатиковые — Касатик сетчатый               | Iridodictyum reticulatum                    |                                                          | Апшеронский район, Лерикский район, Шемахинский район , Хачмасский район, Ахсуйский район                  | Травянистые, каменистые и щебенистые склоны, по опушкам леса.                                                         | Красная книга Азербайджанской ССР, 1989. |
| Касатиковые — Касатик Грузинский             | Iris iberica Hoffmann                       | Эндемичный вид                                           | Казахский район, Таузский район                                                                            | Каменистые и щебнистые склоны нижнего горного пояса.                                                                  | Красная книга Азербайджанской ССР, 1989. Гаджиев В. Д., Мусаев С. Г. Растения и растительные формации, рекомендуемые в «Красную» и «Зеленую» книги Азербайджана, 1996. |
| Касатиковые — Касатик изящнейший             | Iris elegantissima                          | Редкий эндемичный вид                                    | Нахичеванская АР                                                                                           | Сухие каменистые галечниковые и щебнистые склоны нижнего и среднего горного поясов.                                   | Красная книга Азербайджанской ССР, 1989. Гаджиев В. Д., Мусаев С. Г. Растения и растительные формации, рекомендуемые в «Красную» и «Зеленую» книги Азербайджана, 1996. |
| Касатиковые — Касатик волчье ухо             | Iris lycotis Woronow                        | Редкий узкоэндемичный вид Южного Закавказья.             | Нахичеванская АР: Бабекский район, Джульфинский район , Шахбузский район и Ордубадский район               | На равнинах и в нижнем горном поясе, на сухих глинистых и щебнистых местах и склонах в полынно-полупустынной области. | Красная книга Азербайджанской ССР, 1989. Гаджиев В. Д., Мусаев С. Г. Растения и растительные формации, рекомендуемые в «Красную» и «Зеленую» книги Азербайджана, 1996. |
| Касатиковые — Касатик парадоксальный         | Iris paradoxa                               | Редкий эндемичный вид Южного Закавказья                  | Казахский район, Таузский район                                                                            | Сухие каменистые склонынижнего горного пояс                                                                           | Красная книга Азербайджанской ССР, 1989. |
| Касатиковые — Касатик прилипко               | Iris prilipkoana / Iris carthaliniae        | Редкий эндемический вид Южного Закавказья.               | Шахбузский район                                                                                           | Горные луга и опушки леса в среднем горном поясе.                                                                     | Красная книга Азербайджанской ССР, 1989. |
| Лилейные — Даная ветвистая                   | Danae racemosa (L.) Aloench.                | Реликтовый гирканский сокращающийся вид                  | Астаринский район, Ленкоранский район, Лерикский район, Габалинский район, Исмаиллинский район             | Влажные тенистые широколиственные леса нижнего и среднего горного пояса, на скалах и в ущельях                        | Красная книга Азербайджанской ССР, 1989. |
| Лилейные — Рябчик крупноцветковый            | Fritillaria grandiflora                     | Редкий узкоэндемичный вид Азербайджана                   | Лерикский район                                                                                            | Скалистые места в лесах среднего горного пояса                                                                        | Красная книга Азербайджанской ССР, 1989. |
| Лилейные — Лилия ледебура                    | Lilium ledebouri (Baker) Boiss              | Редкий узкоэндемичный вид.                               | Лерикский район                                                                                            | Леса и кусарниковые заросли среднего горного пояса                                                                    | Красная книга Азербайджанской ССР, 1989. |
| Лилейные — Мерендера белейшая                | Merendera candidissima Miscz. ex Grossh     | Очень редкий эндемичный вид Азербайджана.                | Лерикский район                                                                                            | Сухие склоны | Красная книга Азербайджанской ССР, 1989. |
| Лилейные — Гадючий лук изящный               | СЕМ. LILIACEAE JUSS                         | Редкий узкоэндемичный гирканский вид.                    | Лерикский район, Талыш                                                                                     | Степные склоны среднего горного пояса.                                                                                | Красная книга Азербайджанской ССР, 1989. |
| Лилейные — Птицемлечник гирканский           | Ornithogalum hyrcanum                       | Редкий узкоэндемичный гирканский вид.                    | Лерикский район                                                                                            | В лесах среднего горного пояса.                                                                                       | Красная книга Азербайджанской ССР, 1989. |
| Лилейные — Иглица гирканская                 | Ruscus hyrcanus Woronow                     | Редкий реликтовый вид.                                   | Астаринский район, Ленкоранский район                                                                      | Подлесок гирканских железняковых лесов.                                                                               | Красная книга Азербайджанской ССР, 1989. |
| Лилейные — Пролеска антропатанская           | Liliáceae                                   | Очень редкий вид.                                        | Нахичеванская АР                                                                                           | Сухие щебнистые склоны и осыпи нижнего горного пояса.                                                                 | Красная книга Азербайджанской ССР, 1989. |
| Лилейные — Тюльпан биберштейна               | Tulipa biebersteiniana                      | Вид с сокращающимся ареалом                              | Таузский район, Гобустан                                                                                   | Сухие травянистые склоны, среди кустарников.                                                                          | Красная книга Азербайджанской ССР, 1989. |
| Лилейные — Тюльпан карабахский               | Тulipa karabachensis                        | Редкий Эндемичный вид Южного Закавказья                  | Шушинский, Аскеранский и Гадрутский районы                                                                 | Каменистые склоны | Красная книга Азербайджанской ССР, 1989. |
| Лилейные — Тюльпан Эйхлера                   | Тulipa eichleri Regel                       | Редкий Эндемичный вид Восточного Закавказья.             | Казахский район, Шемахинский район                                                                         | Сухие травянистые склоны                                                                                              | Красная книга Азербайджанской ССР, 1989. |
| Лилейные — Тюльпан Флоренского               | Тulipa florenskyi Woron                     | Редкий атропатанский вид                                 | Ордубадский район                                                                                          | Сухие каменистые склоны.                                                                                              | Красная книга Азербайджанской ССР, 1989. |
| Лилейные — Тюльпан Юлии                      | Тulipa julia С. Koch                        | Редкий североиранский вид.                               | Шахбузский район, Джебраильский район, Дивичинский район                                                   | Сухие известняковые и каменистые склоны                                                                               | Красная книга Азербайджанской ССР, 1989. |
| Лилейные — Тюльпан шмидта                    | Тulipa schmidtii                            | Исчезающий Эндемичный вид Южного Закавказья.             | Мартунинский район, Аскеранский район, Джалилабадский район, Джебраильский район                           | Сухие травянистые склоны, среди кустарников                                                                           | Красная книга Азербайджанской ССР, 1989. |
| Амариллисовые — Штернбергия зимовникоцветная | Sternbergia colchiciflora Waldst. et Kitaib | Редкий узкоэндемичный вид                                | Гобустан, Геокчайский район                                                                                | Сухие склоны нижнего горного пояса                                                                                    | Красная книга Азербайджанской ССР, 1989. |
| Амариллисовые — Штернбергия Фишера           |                                             | Редкий вид с сокращающимся ареалом.                      | Физулинский район, Огузский район, Агдамский район, Шемахинский район, Ленкоранский район, Шушинский район | Сухие склоны нижнего и среднегорного поясов                                                                           | Красная книга Азербайджанской ССР, 1989. |
| Амариллисовые — Штернбергия жёлтая           | Sternbergia lutea                           | Исчезающий вид.                                          | Хачмасский район, Ленкоранский район, Лерикский район                                                      | Сухие склоны нижнего горного пояса                                                                                    | Красная книга Азербайджанской ССР, 1989. |
| Амариллисовые — Подснежник кавказский        | Galanthus caucasicus.                       | Редкий вид с сокращающимся ареалом.                      | Кубинский район, Шушинский район, Физулинский район, Джалилабадский район, Дивичинский район               | В лесах, по опушкам, среди кустарников.                                                                               | Красная книга Азербайджанской ССР, 1989. |
| Орхидные — Пыльцеголовник длиннолистный      | Cephalanthera longifolia                    | Сокращающийся вид со спорадическим распространением.     | Закатальский район, Шекинский район, Хачмасский район, Ханларский район                                    | Леса и кустарниковые заросли нижнего и среднего горного поясов.                                                       | Красная книга Азербайджанской ССР, 1989. |
| Орхидные — Ремнелепестник прекрасный         | Himantoglossum                              | Редкий эндемичный вид Кавказа.                           | Кусарский район, Ленкоранский район                                                                        | Опушки, среди кустарников нижнего горного пояса.                                                                      | Красная книга Азербайджанской ССР, 1989. |
| Орхидные — Офрис кавказская                  | Ophrys caucasica                            | Редкий эндемичный вид Кавказа.                           | Самур-Дивичинская и Кура-Араксинская низменности, Апшерон, Талыш                                           | Травянистые склоны, опушки, заросли кустарников, среди скал горного пояса.                                            | Красная книга Азербайджанской ССР, 1989. |
| Орхидные — Ятрышник пурпурный                | Orchis purpurea, Orchidaceae                | Редкий вид                                               | Кубинский район, Кусарский район, Исмаиллинский район, Шемахинский район, Дашкесанский район               | В лесах, по опушкам, среди кустарников до среднего горного пояса.                                                     | Красная книга Азербайджанской ССР, 1989. |
| Орхидные — Лимодорум недоразвитый            | Limadorma abortivuna                        | Очень редкий вид монотипного рода.                       | Закатальский район, Габалинский район, Бардинский район, Агдашский район, Ленкоранский район               | В изреженных лесах среди кустарников, на опушках нижнего горного пояса                                                | Красная книга Азербайджанской ССР, 1989. |
| Орхидные — Стевениелла сатириовидная         | Steveniella satyrioides                     | Очень редкий, исчезающий вид                             | Лерикский район                                                                                            | В лесах, среди кустарников нижнего и среднего горных поясов                                                           | Красная книга Азербайджанской ССР, 1989. |
| Пионовые — Пион Млокосевича                  | Paeonia mlokosewitschii                     | Очень редкий эндемичный вид Закавказья.                  | Лерикский район                                                                                            | По опушкам, на лесных полянах.                                                                                        | Красная книга Азербайджанской ССР, 1989. |
| Злаки — Песочница палестинская               | Ammochloa palaestina Boiss                  | Редкий реликтовый вид.                                   | Апшеронский полуостров                                                                                     | Приморские пески. | Красная книга Азербайджанской ССР, 1989. |
| Злаки — Овес вздутый                         | Avena ventricosa Bal. ex Coss               | Редкий вид                                               | Апшеронский полуостров                                                                                     | Приморские пески | Красная книга Азербайджанской ССР, 1989. |
| Злаки — Ковыль пушистый                      | Stipa tenuissima                            | Очень редкий вид, находящийся на грани исчезновения.     | Апшеронский полуостров                                                                                     | Приморские рыхлые пески, часто с большой примесью битого известкового ракушечника.                                    | Красная книга Азербайджанской ССР, 1989. |
| Злаки — Пшеница-однозернянка                 | Triticum monococcum                         | Очень редкий вид.                                        | Лачинский район, Шушинский район, Исмаиллинский район и Ярдымлинский район                                 | Сухие предгорные районы, каменистые склоны, малоплодородные земли                                                     | Красная книга Азербайджанской ССР, 1989. |